# Widad Akrawi
Vous pouvez aider à l'améliorer ou bien discuter des problèmes sur sa page de discussion.
- Il ne cite pas suffisamment ses sources. Vous pouvez indiquer les passages à sourcer avec {{référence nécessaire}} ou {{Référence souhaitée}}, et inclure les références utiles en les liant aux notes de bas de page. (Marqué depuis décembre 2023)
- Son texte doit être wikifié : il ne correspond pas à la mise en forme Wikipédia (style, typographie, liens internes, liens entre les wikis, etc.). (Marqué depuis décembre 2023)

- Archive Wikiwix
- Bing
- Cairn
- DuckDuckGo
- E. Universalis
- Gallica
- Google
- G. Books
- G. News
- G. Scholar
- Persée
- Qwant
- (zh) Baidu
- (ru) Yandex
- (wd) trouver des œuvres sur Wikidata

Compléments
http://widad.org/
Widad Akrawi est une experte kurde et activiste sur la santé et les droits de l'homme. Elle a cofondé l'organisation des droits humains internationaux de défense et est l'auteur de plusieurs livres concernant les droits humains et les enjeux de santé. 
Akrawi a un master scientifique spécialisé sur les génétiques et une thèse sur la santé internationale et l'épidémiologie. Les violences des droits humains apparues lors de l'offensive du gouvernement Irakien contre les Kurdes en 1974, ainsi que la campagne du génocide kurde « Al-Anflal », sont des moments qui ont influencé sa vie. 
Elle a été sélectionnée comme gagnante du Pfeffer Peace Award organisé par le Fellowship of Reconciliation, où elle fut nommée comme une « activiste franche militante pour la paix » et « la première jeune femme descendante du Moyen-Orient » à s'engager dans le militantisme lié aux trafics illicites d'armes et d'armes légères, sur les violences genrées, l'armement biologique et chimique, désarmement conventionnel et sécurité internationale. 
En 2013, Akrawi a été récompensée du « Prix spécial pour avoir réconcilier l'écart des cultures » par l'Organisation Internationale pour les Générations Futures, pour avoir contribué de manière considérable dans la création de la culture de coexistence. 
Après avoir reçu le Prix international pour la paix Pfeffer en 2014, elle décida de dédier ce prix aux résidents de Kobane et Sinjar et les Chrétiens persécutés du Moyen-Orient. 
En 2017, elle a reçu la médaille du maire de Davenport et le prix du Pacem in Terris (Paix sur la Terre) pour son « engagement désintéressée pour les droits humains pour tous ». En 2018, elle a reçu le Prix International de l'harmonie des femmes pour avoir dévoué sa vie à défendre les droits humains, et en 2020, elle a été élue femme de l'année. 

## Biographie
Akreyi est né dans une famille laïque de la région du Kurdistan, en Irak. Dans sa jeunesse et son adolescence, elle a résisté à tous les efforts déployés par les membres du Parti Baath pour la convaincre de leur faire confiance et de devenir membre, ce qui l’a fait inscrire sur une liste noire pendant un certain temps
En 1986, elle a déménagé à Erbil où elle a étudié le génie civil avec un accent sur la conception de routes et de ponts à l’Université Salahaddin. En 1988, elle a secrètement participé à la documentation de la torture et d’autres violations des droits de l’homme dans toute l’Irak. L’année suivante, elle s’est impliquée politiquement dans diverses luttes pour les droits de l’homme, la paix, la justice sociale, la gouvernance démocratique et la réconciliation ethnique. Son plaidoyer contre l’autoritarisme et sa critique de l’utilisation de la force excessive contre les civils n’étaient pas sans risque et menaçaient sa vie et celle de ses proches. Son implication dans ces questions est devenue plus intense après la campagne Al-Anfal, également connue sous le nom de génocide kurde. Malgré des temps difficiles, elle a réussi à obtenir son baccalauréat en sciences en 1990.
Après la première guerre du Golfe, lorsque le régime irakien reprit le contrôle de la région du Kurdistan grâce à une offensive au printemps 1991, elle fut contrainte de quitter son pays.
Dans la diaspora, Akreyi a obtenu une maîtrise en génétique et génomique et un doctorat en santé mondiale et épidémiologie du cancer. Elle a exercé les fonctions de généticienne clinicienne et a effectué des recherches sur les maladies héréditaires.
Akreyi est le cofondatrice de Defend International, une ONG dont la mission est de « répondre aux graves violations des droits de l'homme et du droit international humanitaire, de surveiller la mise en œuvre des mesures préventives destinées à mettre fin à l'impunité des auteurs de ces crimes, de mener des recherches médicales susceptibles d'améliorer directement ou indirectement le niveau de santé des communautés et de promouvoir la paix et la démocratie par le biais des relations culturelles et de la diplomatie.

## Engagement pour les droits de l'homme
La passion de Widad Akrawi pour les droits humains a commencé il y a quelques années quand elle défendait ses camarades de classe. Lorsqu’elle grandit, elle a apporté son aide pour monter un réseau secret contre les tortures en Irak. Elle se consacre à trouver des preuves de ses tortures et des actes d’abus contre les droits humains. En 1987, elle interview secrètement avec des victimes et des familles de victimes. Elle alerte sur les impacts de la torture et autres violations des droits humains fait sur des civils. En 1990, elle s’engage dans la défense d’égalité des genres et l’autonomisation des femmes au Moyen-Orient et dans le Nord de l’Afrique. Puis, elle a cofondé le groupe de travail des femmes de la région, elle a aussi organisé des programmes pour mettre en avant la participation des femmes dans l’établissement de la paix et dans les reconstructions après conflits.

### Activisme sur le long terme
Au sein de la diaspora, Akrawi a lancé plusieurs campagnes, écrit des articles et a parlé dans des débats sur les droits humains, les conventions internationales de la paix. En 2005, Akrawi a été élue parmi les blogueurs arabophones du monde entier pour sa contribution importante dans les régions ANMO. Elle a été récompensée par du « Queen Blogger » pendant deux ans avant de démissionner. Sa première application avec Amnesty International était en 1994, lorsqu’elle a commencé à être bénévole. En mars 2006, le secrétariat international d’Amnesty International la remercie dans ces efforts concernant son soutien envers les campagnes mises en place par Amnesty. Akrawi a spécialement été récompensée pour son efficacité à utiliser internet comme un instrument pour défendre les droits humains dans l’éducation. En février 2006, elle a été nommée comme ambassadrice par Amnesty International dans le cadre de « Stop Torture ». Elle a été élue dans le comité exécutif d’Amnesty International en avril 2006.
En juin 2006, Akrawi à co-présider la première conférence régionale sur le contrôle d’armes tenu à Cairo. Elle a également pris parti dans la délégation des activités en vue qui ont rencontré des législateurs au sein du ministère égyptien des affaires étrangères et du Parlement égyptien. En juin 2007, elle cesse de travailler pour Amnesty International et cofonde Defend International. La même année, elle est élue comme co-présidente du groupe de travail des femmes au sein des régions ANMO. 
On observe qu'Akrawi a créé un partenariat avec des grandes ONG telles que le Réseau d'action international sur les armes légères, la Coalition contre les armes à sous-munitions et l'Alliance mondiale pour des foyers propres. Elle a lancé plusieurs campagnes pour défendre les droits des écrivains, des activistes civils, des enfants, des filles, des défenseurs des droits des femmes ainsi que des étudiants, des professeurs, des prisonniers condamnés à mort et des prisonniers en grève de la faim. Elle a plus de 20 ans d'expérience dans les domaines des droits de l'homme, de l'égalité des sexes, de l'autonomisation des femmes, de l'organisation populaire, de la communication interculturelle, de la planification stratégique, de la sécurité internationale, de la paix et des conventions internationales.
Widad Akrawi a travaillé pour un puissant et efficace traité d’échange d’armes. Ses recherches sur les pays du Moyen-Orient et du Nord de l’Afrique, les lobbies, l'ont aidé afin d’apporter des changements radicaux au processus de vote en 2006, 2008 et 2013. Akreyi a travaillé pour une nouvelle Déclaration d’engagement pour mettre fin à la violence sexuelle en temps de conflit - un objectif qui a été atteint en septembre 2013. Widad Akrawi a fait pression pour l’adoption d’une résolution exclusivement consacrée au transfert illicite, à l’accumulation déstabilisatrice et à l’utilisation abusive des armes légères et de petit calibre dans le monde. Un objectif qui a été atteint en septembre 2013 par l’adoption de la résolution 2117 (2013) consacrée à la question des armes légères et de petit calibre La dynamique créée par Widad Akrawi en faveur d’une résolution des Nations unies sur un traité solide et efficace sur le commerce des armes, son engagement à lutter contre la violence armée fondée sur le genre, et son lobbying réussi en faveur de l’adoption de la nouvelle déclaration d’engagement des Nations unies pour mettre fin à la violence sexuelle dans les conflits ainsi que de la résolution consacrée exclusivement au transfert illicite, à l’accumulation déstabilisatrice et à l’utilisation abusive des armes légères et de petit calibre dans le monde sont des contributions exceptionnelles à l’évolution de la culture actuelle de la violence, et nous lui sommes reconnaissants de son travail. 

### Prix Pfeffer pour la paix

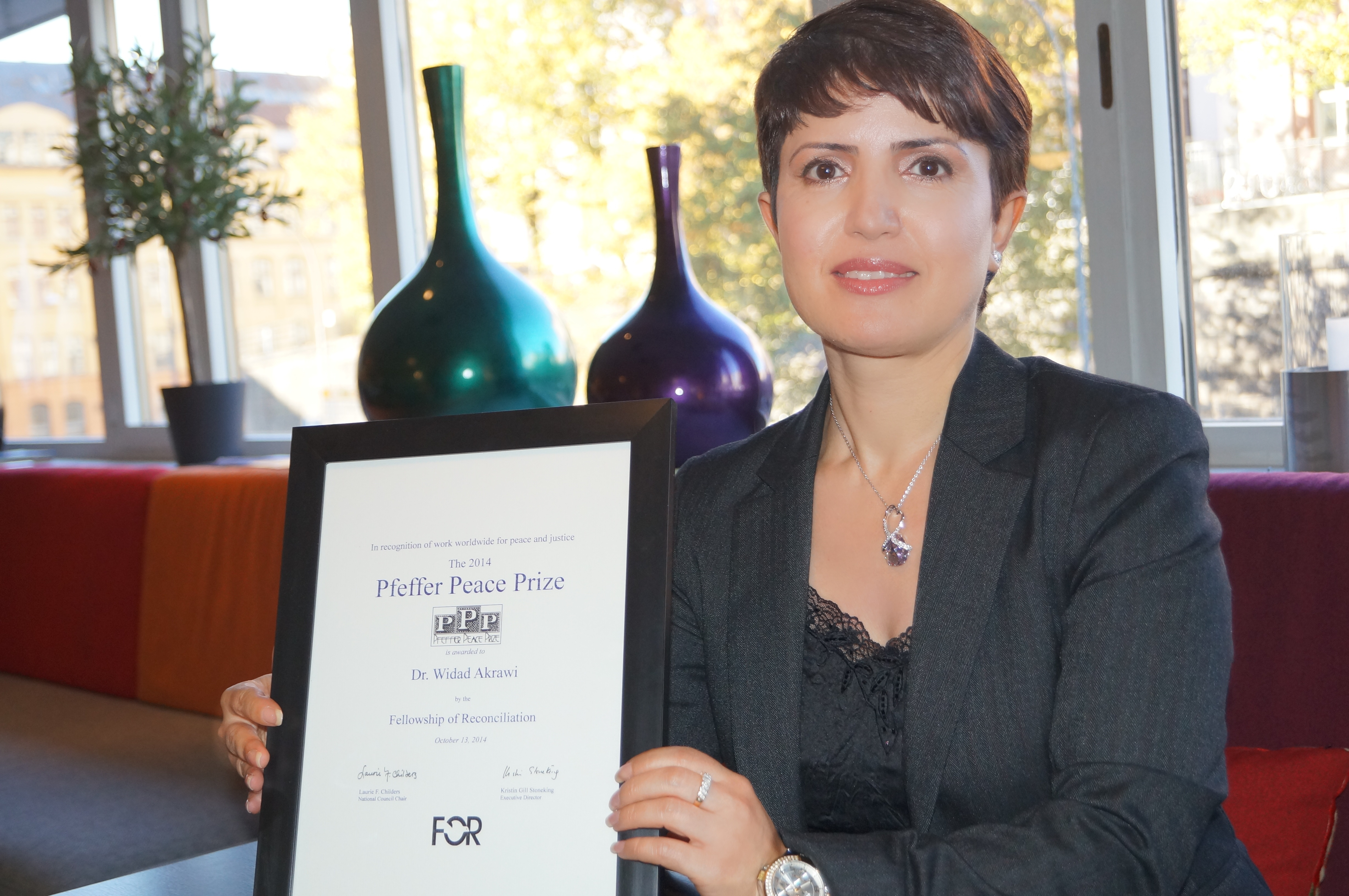
Widad Akreyi a reçu le Prix international Pfeffer pour la paix 2014 en octobre 2014.

Akreyi a reçu le Prix international Pfeffer de la paix 2014 pour avoir créé une dynamique en faveur de la résolution des Nations unies sur le traité d’échange d’armes ainsi que pour avoir fait pression en faveur de la Déclaration d’engagement des Nations unies pour mettre fin à la violence sexuelle dans les conflits et de la résolution 2117 des Nations unies visant à mettre fin au transfert illicite, l’utilisation abusive d’armes légères de petit calibre dans le monde entier.
À la suite de l'annonce faite par le US Fellowship of Reconciliation le 18 septembre 2014, le prix lui a été remis le 13 octobre 2014 par le révérend Lucas Johnson, coordinateur international du International Fellowship of Reconciliation. Awidad Akreyi a dédié le prix aux 50 millions de réfugiés qui ont été déplacés en raison directe du conflit, de la persécution ou du transfert irresponsables d’armes conventionnelles, et a particulièrement mentionné les Yazidis, les chrétiens et tous les résidents de la région de Kobanê.

### Prix Pacem in Terris Pace and Freedom
Widad a reçu le prix Pacem in Terris en 2017 pour avoir dédié sa vie pour la paix et la justice, se battant pour « la dignité humaine pour tous au Moyen-Orient », pour avoir soulagé « la souffrance et promis la paix et l’égalité des droits et des chances pour tous », et pour avoir documenté les crimes contre l’humanité et le nettoyage ethnique, la torture et d’autres violations des droits de l’homme, ainsi que pour sa « poursuite de la justice par la recherche médicale et le suivi des initiatives de paix ». Le Quad-City Times a déclaré qu'elle « a gagné sa place parmi les plus brillants courtiers de paix du monde ».
Le 47e prix Pacem in Terris (Paix sur Terre) pour la paix et la liberté a été remis à Widad Akreyi le 22 octobre 2017 par l’évêque Thomas Zinkula du diocèse de Davenport lors d'une cérémonie dans la chapelle du Christ-Roi de l'université Saint-Ambrose. Après avoir accepté le prix, elle a prononcé un discours dont elle a été témoin, « émouvant certains membres de l’auditoire aux larmes ». Elle a averti l’auditoire qu’il n’est pas possible de trouver des solutions faciles aux crises qui sévissent dans le monde et a déclaré : « Nous devons nous rappeler que la compassion est contagieuse. Plus nous la répandons, plus les gens l’apprécieront et la partageront ».  
« Votre mission a été de sauver des vies, d’alléger les souffrances et de promouvoir la paix, l’égalité des droits et des opportunités pour tous. Vos découvertes concernant les crimes contre l’humanité et les nettoyages ethniques ont mis en lumière des actes horribles pour que le monde entier puisse les voir. Vous incarnez les mots du pape Jean XXIII dans son encyclique Pacem in Terris en tant qu’« étincelle de lumière, centre d’amour, levain vivifiant » pour vos sœurs et frères du monde entier. »
Le maire de Davenport, Iowa, a remis à Akreyi la médaille Davenport.

### Prix international Simply Woman Harmony
Le 23 novembre 2018, Akreyi a reçu le prix international de l’harmonie Simply Women en Italie pour sa lutte contre les violations des droits de l'homme et la violence fondée sur le genre.

## Initiatives humanitaires et efforts de paix et de sécurité

### Traité sur le commerce des armes
En 2005, Akrawi a commencé à défendre une résolution des Nations unies sur un traité d'échange d'armes efficace et fort, pour contrer les échanges commerciales illicites d'armes et d'armes légères qui peuvent être utilisés pour des génocides, crimes contre l'humanité, ou le terrorisme. 

### Interdiction de la torture
En 2005, elle a rejoint la campagne contre la torture dans le code criminel Danois. Elle fut ambassadrice pour Amnesty Internationale et leurs campagne « Stop Torture ».

### Création d'un lien pour les audiences parlant arabes
Depuis 2005, elle est engagée dans les discussions en ligne, les blogs et autres techniques interactives, avec lesquelles elle crée un lien afin d'inclure les audiences parlant arabes dans les dialogues et débats en ligne. En 2006, le secrétariat international de Amnesty international a encenser en valeur ses activités dans leurs campagnes et son investissement qui ont boosté les chances de succès d'Amnesty International.
En 2008, Akrawi a rejoint la campagne internationale contre les attaques aériennes durant l'Aïd.

### La violence sexiste
En mars 2008, elle a rejoint la campagne internationale pour stopper les violences sexistes sous la menace d’une arme à feu.
Dans un communiqué de presse publié en février 2013, Akreyi a appelé les négociateurs de l'ONU du traité sur le commerce des armes à inclure une disposition juridiquement contraignante pour prévenir la violence armée fondée sur le genre, notant l'importance de maintenir « l'élan créé au cours des sept dernières années » en faveur d'un traité sur le commerce des armes fort et efficace. « Nous souhaitons donner de nouvelles orientations pour aider à l'élaboration de mesures politiques visant à contrer les effets néfastes du commerce illicite des armes légères et de petit calibre sur les populations vulnérables, en particulier les femmes et les enfants », a déclaré Mme. Akreyi.
En décembre 2014, Akreyi rejoint la coalition Everywoman Everywhere au Carr Center for Human Rights Policy de la Harvard Kennedy School of Government. Cette « coalition très diversifiée est dirigée par des survivants et des praticiens, avec plus de 50 membres actifs de groupes de travail de plus de 44 pays, y compris tous les continents et les principales zones géographiques » et s'est « réunie avec un objectif singulier : la mobilisation et l'exécution d'une campagne mondiale et populaire pour un outil juridique universel, tel qu'une Convention de l'ONU ou un Protocole additionnel, qui permet à chaque femme et à chaque fille d'accéder à un recours juridique en cas de violation de ses droits à la sécurité personnelle ». Dans sa déclaration publiée par l'EEC, elle a souligné que « la violence contre les femmes est une pandémie mondiale qui dévaste les victimes, menace les familles, intensifie les inégalités, affaiblit les sociétés et sape les efforts mondiaux de lutte contre la pauvreté par le biais du développement durable », et elle a été citée comme conseillère politique.

### Initiatives de paix
En juin 2010, elle s’est adressée à la quatrième réunion biennale des États de l’ONU, à New York, pour examiner la mise en œuvre du programme d’action en vue de prévenir, combattre et éliminer le commerce illicite des armes légères et de petit calibre sous tous ses aspects. Elle a fait part de son point de vue sur l’importance d’investir dans une « culture de paix », exprimant ses préoccupations quant à la prolifération du commerce illicite des ALPC dans le monde, qui a considérablement intensifié les conflits armés et rendu la prolifération de la paix difficile à réaliser.  
Dans un communiqué de presse publié en mars 2013, elle a salué l’appel au cessez-le-feu lancé par le dirigeant kurde ; elle a exhorté les autorités turques à ne pas gâcher une occasion historique et a appelé les pays scandinaves à prendre l’initiative de négocier un accord de paix en Turquie. Dans une déclaration publiée deux après les attentats d’Ankara de 2015, elle a demandé au président Barack Obama d’exhorter le Premier Ministre turc à respecter les victimes du rassemblement pour la paix et à déclarer un cessez-le-feu avec le Parti des travailleurs du Kurdistan, qui avait déjà déclaré un cessez-le-feu unilatéral. Elle a également demandé à Federica Mogherini d’aider à mettre fin à la violence armée entre la Turquie et les Kurdes. 
Lorsque la crise syrienne a éclaté, elle a décidé de plaider en faveur d’une solution pacifique au conflit. Dans une interview réalisée en octobre 2013, elle a mis l’accent sur le coût humain massif de la crise qui sévit en Syrie et a souligné que le conflit a radicalement influencé la sécurité régionale et la prolifération des armes légères et de petit calibre, rendant toute tentative mondiale de réglementer le commerce illicite des armes conventionnelles hors de portée. Elle a qualifié la crise de « tragédie humanitaire aux proportions historiques », avant d’exhorter la communauté internationale à faire tout ce qui est en son pouvoir pour mettre fin à la crise de manière pacifique et diplomatique.

### Crise mondiale des réfugiés
À l’occasion de la Journée mondiale des réfugiés 2013, elle a souligné les contributions significatives des réfugiés réinstallés à leurs nouvelles communautés, tout en exprimant son inquiétude quant à la sécurité et au bien-être de toutes les populations déplacées. « Les défis sont nombreux, mais tous les réfugiés, les demandeurs d’asile et les personnes déplacées à l’intérieur de leur propre pays ont en commun le fait qu’ils n’ont qu’un contrôle limité, voire aucun contrôle, sur leur propre vie [...]. Bien que le monde soit probablement confronté à la pire crise économique de son histoire, nous ne devons pas oublier le sort des réfugiés dans le monde. La communauté internationale a la responsabilité de protéger les droits des demandeurs d'asile, des réfugiés et des rapatriés vulnérables. Nous appelons les États membres, les agences humanitaires et les autres acteurs impliqués dans la protection des réfugiés à garantir des normes élevées de protection pour les personnes déplacées dans les pays voisins », a déclaré M. Akreyi. 
Le 4 septembre 2015, Akreyi a organisé des moments de silence ou de prière pour honorer les victimes de la crise mondiale des réfugiés qui se déroule sur les côtes de l'Europe et ailleurs. Des personnes du monde entier ont rendu hommage à la mémoire d'Alan Kurdi, de son frère, de sa mère, de leurs proches, de milliers d'enfants qui ont perdu la vie en fuyant les conflits armés et de plus de 2 500 réfugiés qui sont morts au cours de l'été 2015 en tentant de traverser la Méditerranée pour se rendre en Europe. [Lors d'une commémoration sur la plage, Akreyi a exprimé ses condoléances aux familles et aux amis des victimes et a appelé la communauté internationale à partager équitablement la responsabilité de la protection, de l'assistance et de l'accueil des réfugiés conformément aux principes de la solidarité internationale et des droits de l'homme. Elle a remercié les bénévoles et les travailleurs humanitaires pour leurs efforts dans l'aide aux réfugiés.

### Vestiges toxiques de la guerre
En juillet 2014, Akrawi a rejoint une initiative mondiale de la société civile lancée par le projet Toxic Remnants of War (vestiges toxiques de la guerre) pour aider à renforcer la protection de l'environnement et de ceux qui en dépendent pendant et après les conflits. Dans la préface qu’elle a rédigée pour la publication « Politiques de pollution : pouvoir, comptabilité et vestiges toxiques de guerre », elle a souligné que les restes toxiques de guerre peuvent probablement être « associés au risque de malformations congénitales, au risque de développer certaines formes de cancer, ou peuvent affecter négativement le développement neurologique des enfants et les processus de reproduction des humains et des animaux ». Ils peuvent également « altérer le fonctionnement des systèmes respiratoires et immunitaire, compromettant ainsi la capacité de réaction aux agents pathogènes et autres organismes nuisibles ».
En septembre 2014, Akrawi a lancé une campagne mondiale intitulée « Sauver les Yazidis : le monde doit agir maintenant » pour sensibiliser à la tragédie des Yaizidis dans le nord de l’Irak et à l’urgence humanitaire qui continue de se développer. « Le sort des Yazidis est une tragédie humanitaire et nous voulons nous assurer que les victimes ne sont pas oubliées, qu’elles bénéficient d’une protection juridique, d’une assistance complète et d’une indemnisation équitable », a déclaré Mme Akrawi.
Elle a rendu hommage à tous les pays qui ont soutenu les minorités pendant la crise irakienne et a réitéré son appel à la communauté internationale pour qu’elle intervienne de toute urgence. Elle a été citée dans le rapport annuel de 2015 de la Commission américaine sur la liberté religieuse internationale au sujet de la persécution des communautés religieuses en Irak, en Syrie et dans la région environnante.
En octobre 2014, elle a dédié son Prix international Pfeffer pour la paix aux Yazidis, aux chrétiens et à tous les résidents de Kobané car, a-t-elle dit, les faits sur le terrain démontrent que ces personnes pacifiques ne sont pas en sécurité dans leurs enclaves, en partie à cause de leur origine ethnique et/ou de leur religion, et qu'elles ont donc besoin d'une attention immédiate de la part de la communauté mondiale.
Le 4 novembre 2014, Akreyi a déclaré que « la communauté internationale devrait définir ce qui arrive aux Yézidis comme un crime contre l'humanité, un crime contre le patrimoine culturel de la région et un nettoyage ethnique », ajoutant que les femmes yazidies sont « soumises à une violence systématique fondée sur le genre et à l'utilisation de l'esclavage et du viol comme arme de guerre ».
Lorsque la « liste de prix » pour les femmes yazidies et chrétiennes a été publiée par ISIS le 3 août 2015, Akreyi et son équipe ont été les premiers à vérifier l'authenticité du document et à en publier une traduction. Le document a ensuite été confirmé comme étant authentique par Zainab Bangura, fonctionnaire de l'ONU.

### Exécutions
En 2014, elle s’est jointe à une campagne internationale lancée par le Réseau international des droits de l’enfant pour mettre fin à toutes les exécutions de délinquants juvéniles et pour protéger les droits des enfants travailleurs domestiques.

### Trafic d'humains
En 2008, elle s’est jointe au projet « Stop Trafficking Worldwide », une campagne pour stopper le trafic humain à échelle mondiale.

## Statut et affiliation

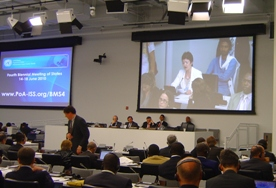
Widad Akreyi s'adressant à la quatrième réunion biennale des États des Nations unies, tenue en juin 2010 à New York.

- Elle est la première Kurde à être lauréate du prix international Pfeffer pour la paix.
- Elle a reçu le prix spécial en 2013 de l’Organisation nationale pour les générations futures pour être une ardente défenseure du rapprochement entre les civilisations et les cultures, et pour avoir apporté des contributions précieuses à l’humanité grâce à la création d’une culture de coexistence et d’harmonie.
- Soutien à l'initiative du Passeport de citoyenneté universelle de l'Organisation pour la citoyenneté universelle.
- Cofondatrice, Defend International.
- Représentante de Defend International à la quatrième réunion biennale des États de l'ONU, tenue à New York pour examiner la mise en œuvre du Programme d'action visant à prévenir, combattre et éradiquer le commerce illicite des armes légères sous tous ses aspects (14-18 juin 2010).
- Représentante de Defend International aux auditions interactives de l'Assemblée générale avec les organisations non gouvernementales, les organisations de la société civile et le secteur privé. (Siège de l'ONU à New York, 14-15 juin 2010)[3],[4].
- Représentante de Defend International à la Première Commission (Désarmement et sécurité internationale) de l'Assemblée générale des Nations unies (octobre 2008 et octobre 2009).
- Représentante de Defend International à la troisième réunion biennale des États de l'ONU, tenue à New York pour examiner la mise en œuvre du Programme d'action visant à prévenir, combattre et éradiquer le commerce illicite des armes légères sous tous ses aspects (juillet 2008).
- Représentante de Defend International à la 52e session de la Commission de l'ONU sur la condition de la femme tenue au siège des Nations unies à New York (février à mars 2008).
- Représentante de Defend International à la Première Commission (Désarmement et sécurité internationale) de l'Assemblée générale des Nations unies (octobre 2007).
- Représentante de Defend International à l'Alliance mondiale pour les foyers propres.
- Lobbyiste d'Amnesty International à la Première Commission (Désarmement et sécurité internationale) de l'Assemblée générale des Nations unies (octobre 2006).
- Conseillère, Everywoman Everywhere Coalition, Harvard Kennedy School, USA (décembre 2014).
- Membre du conseil d'administration du Prix Femmes d'Europe.
- Membre du groupe de travail du réseau des femmes d'IANSA.
- Membre de la Coalition contre les armes à sous-munitions.
- Membre du conseil d'administration d'Amnesty International (30 avril 2006 – 18 juin 2007)[5].
- Ambassadrice de la campagne Stop Torture d'Amnesty International (9 février 2006 - 18 juin 2007).
- Membre du jury du concours de romans courts en arabe d'Amnesty International (avril 2006-juin 2007)[6].
- Création d'un blog spécial pour la campagne Control Arms d'Amnesty (juin 2006)